# Chusaï

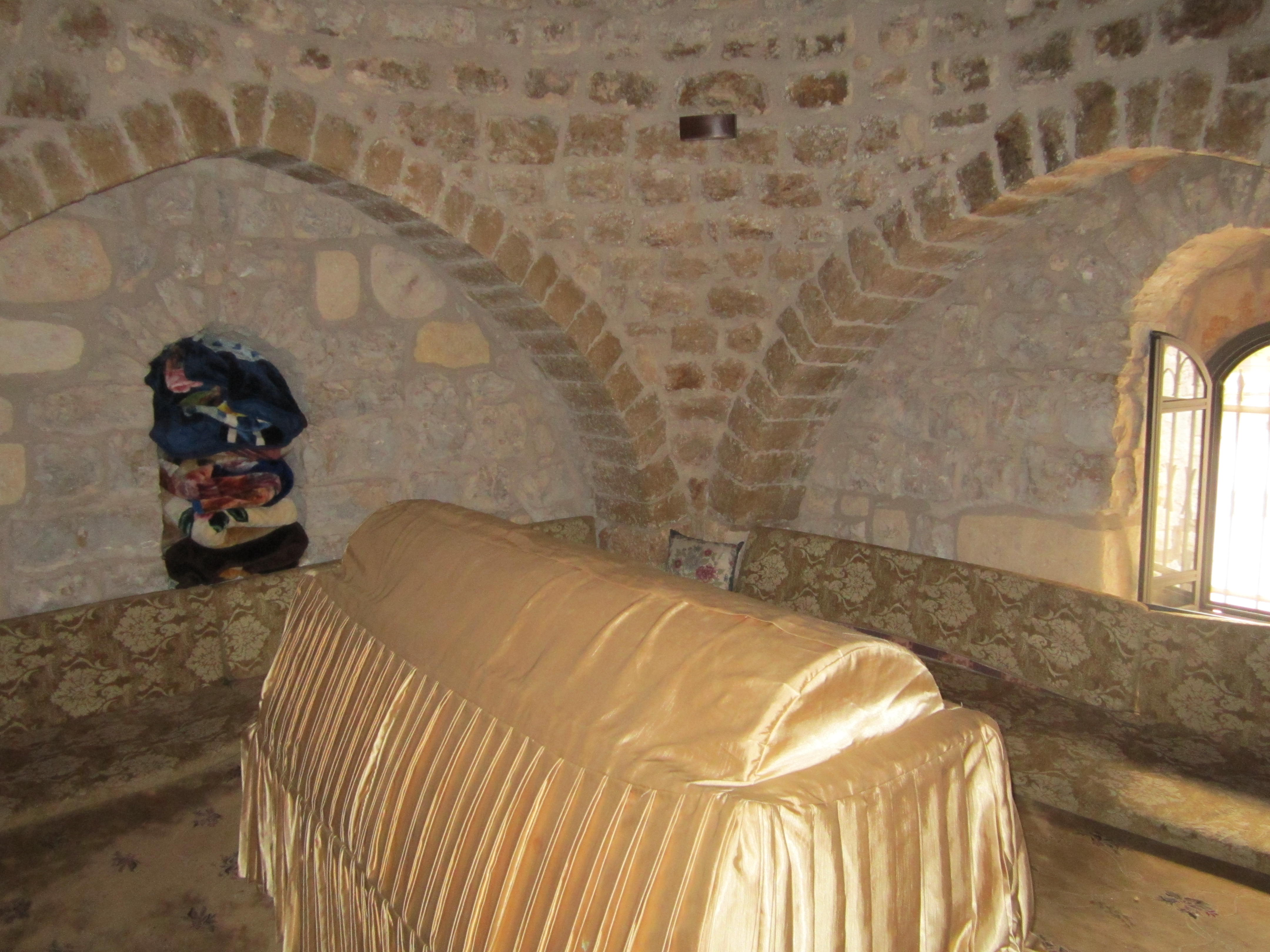
Tombeau de l'Archange Hushai - Yarka, ami du roi David.

Chusaï ou Huschaï (hébreu : חוּשַׁי) est un personnage de l'Ancien Testament, ami du roi David et espion pour le compte de ce dernier.

## Présentation
Chusaï est originaire d'Archi, au sud d'Ephraïm, près de Béthel. Il est appelé « l'ami du roi ».
Pendant la rébellion d'Absalom contre son père David, décrite dans le Deuxième livre de Samuel, Achitophel trahit David et prend le parti d'Absalom. 
Alors que David a trouvé refuge dans le Mont des Oliviers, Chusaï, son ami fidèle, l'y rejoint afin de l'accompagner dans sa fuite. Mais David lui dit qu'il sera un fardeau, signe que Chusaï doit être âgé. David préfère lui demander d'aller à la cour à Jérusalem pour contrer les conseils d'Achitophel. Chusaï consent à la ruse, rejoint Absalom et gagne sa confiance. Absalom écoute le conseil de Chusaï plutôt que celui d'Achitophel, il ne poursuit donc pas immédiatement David dans sa retraite, lui laissant ainsi le temps de  rassembler ses forces.  Chusaï transmet dans un même temps des informations à David grâce à l'entremise de Sadoq, Abiathar et leurs fils : Ahimaaz, le fils de Sadoq et Jonathan, le fils d'Abiathar. L'intervention de Chusaï aide à précipiter la chute d'Absalom et le rétablissement de l'autorité de David.